# Antv
antv ist ein indonesischer Fernsehsender aus Jakarta. antv gehört zur Visi Media Asia.
Antv sendet über 24 Sender und erreicht damit 155 Städte in Indonesien mit einer Reichweite von 130 Millionen.